# Adriano Wajskol
Adriano Wajskol (Milano, 1º aprile 1963) è un attore, regista e produttore cinematografico italiano.

## Biografia
Produttore, regista e attore teatrale e cinematografico, il suo esordio come regista è avvenuto nel 1994, con il cortometraggio Etera e fato.
Lavora come produttore di cinema e documentari. 
È Ambasciatore Internazionale del Kwame Nkrumah Pan-African Centre

## Filmografia

### Produttore
- My America,  regia di Barbara Cupisti (2021)
- Un giorno questo dolore ti sarà utile (Someday This Pain Will Be Useful to You),  regia di Roberto Faenza (2011)

### Attore
- Mortacci, regia di Sergio Citti (1989)
- Francesco, regia di Liliana Cavani (1989)
- Il ritorno del grande amico, regia di Giorgio Molteni (1989)
- Dove siete? Io sono qui, regia di Liliana Cavani (1993)
- I laureati, regia di Leonardo Pieraccioni (1995)
- La verità sull'amore (La Vérité si je mens!), regia di Thomas Gilou (1997)
- La leggenda del pianista sull'oceano, regia di Giuseppe Tornatore (1998)
- Joy - Scherzi di gioia, regia di Adriano Wajskol (2002)
- La Vérité si je mens! 2, regia di Thomas Gilou (2001)
- Ilaria Alpi - Il più crudele dei giorni, regia di Ferdinando Vicentini Orgnani (2003)
- De reditu - Il ritorno, regia di Claudio Bondì (2004)
- Incidenti, regia di Miloje Popovic, Ramón Alòs Sanchez e Toni Trupia (2005)
- Hotel Meina, regia di Carlo Lizzani (2007)
- Sanguepazzo, regia di Marco Tullio Giordana (2008)
- Il caso dell'infedele Klara, regia di Roberto Faenza (2009)

### Regista e Attore
- Joy - scherzi di gioia (2002)

### Regista
- Etera e fato (1994) - corto